# Apalone spinifera atra
La tartaruga dal guscio molle di Cuatrociénegas o tartaruga dal guscio molle spinosa nera (Apalone spinifera atra Webb & Legler, 1960) è una sottospecie di tartaruga dal guscio molle spinosa.

## Descrizione
Si distingue dalle altre sottospecie di A. spinifera per il colore grigio scuro di arti, testa e carapace. I tubercoli sulla parte anteriore del carapace sono più ridotti rispetto alle altre sottospecie. I maschi presentano un margine esterno del carapace sabbioso al tatto, di colore chiaro, hanno un puso più largo, ed una colorazione dorsale grigio scuro, con piccole macchie biancastre nella parte posteriore. Le femmine, oltre a non presentare il margine chiaro, sono caratterizzate da una colorazione dorsale a contrasto grigio scuro e ardesia.

## Biologia

### Alimentazione
Il regime alimentare non è conosciuto nel dettaglio. Si presume che, come le altre sottospecie di A. spinifera, si cibi di pesce (gli esemplari catturati dimostrano di essere attratti dai pesci vivi) e insetti (larve di coleotteri sono state rinvenute nello stomaco di uno degli esemplari studiati).

## Distribuzione e habitat
Apalone spinifera atra vive solo in Messico, nel bacino di Cuatrociénegas, da cui deriva il nome comune, ma è stata rinvenuta anche in alcuni fiumi vicini. La localizzazione tipica tuttavia è limitata ad una superficie di circa un ettaro nella parte centrale della valle.
Preferisce le acque ferme ai corsi d'acqua.
Alla fine degli anni '70 era stata data per estinta a causa dell'ibridazione con una tartaruga conspecifica, A. s. emoryi, che ha colonizzato il suo territorio originale, ma ricerche effettuate nel 1983 e nel 1986 dimostrarono che era invece ancora presente. L'ibridazione tra le due sottospecie è comunque accertata, sebbene non se ne conosca l'effettiva frequenza.

## Tassonomia
È stata a lungo considerata una specie a sé stante, dapprima come Trionyx ater, poi come Apalone ater, ma a seguito di analisi filogenetiche molecolari è oggi considerata una sottospecie di Apalone spinifera.

## Conservazione
A causa dell'areale ristretto, della concorrenza con Apalone spinifera emoryi, del basso numero di individui e dell'antropizzazione del suo habitat è considerata una specie in pericolo critico. È inserita nell'Appendice 1 della Convenzione sul commercio internazionale delle specie minacciate di estinzione.